# Krushättemossa
Krushättemossa (Ulota crispa) är en bladmossart som beskrevs av Bridel 1819 [1818. Krushättemossa ingår i släktet ulotor, och familjen Orthotrichaceae. Enligt den finländska rödlistan är arten nära hotad i Finland. Arten är reproducerande i Sverige. Artens livsmiljö är friska och torra naturlundar. Inga underarter finns listade i Catalogue of Life.